# Дальський Мамонт Вікторович
Мамонт Вікторович Да́льський (справжнє прізвище Неєлов; нар. 14 вересня 1865, Кантемирівка — пом. 21 червня 1918, Москва) — російський театральний актор.

## Біографія
Народився 2 [14] вересня 1865 року в селі Кантемирівці (тепер Полтавський район Полтавської області, Україна) в сім'ї поміщика. 1883 року закінчив Харківську гімназію, впродовж 1884–1885 років навчався на юридичному факультеті Харківського університету.
З 1885 року працював у театрах Вільно, Ростова, Новочеркаська. У 1889 році вступив у трупу театру Єлизавети Горєвої в Москві. Впродовж 1890—1900 років — актор Александринського театру в Санкт-Петербурзі. З 1900 року виступав як актор-гастролер у театрах багатьох міст, зокрема Києва, Одеси, Харкова, Катеринослава, організовував власні антрепризи.
У 1917 році вступив у федерацію анархістів, був заарештований за вказівкою керуючого справами Ради народних комісарів Володимира Бонч-Бруєвича, однак незабаром його відпустили. Загинув у Москві 21 червня 1918 року, зірвавшись з трамвая. Був похований на Нікольському цвинтарі в Петрограді, з якого перепохований у 1936 році на головну алею Некрополя майстрів мистецтв (Тихвінське кладовище). 1939 року на могилі встановлена прямокутна плита 136x60x32 із сірого мармуру з вирубаним курсивом написом: Актер/Мамонт/ДАЛЬСКИЙ/(М. В. Неелов)/1865—1918.

## Творчість
У репертуарі переважали образи людей, які вступають у конфлікт з суспільством. Серед ролей:
- Чацький («Лихо з розуму» Олександра Грибоєдова);
- Самозванець («Борис Годунов» Олександра Пушкіна);
- Жадов, Незнамов, Бєлугін («Доходне місце», «Без вини винні», «Одруження Бєлугіна» Олександра Островського);
- Рогожин («Ідіот» за Федором Достоєвським);
- Гамлет, Отелло («Гамлет», «Отелло» Вільяма Шекспіра);
- Дон Карлос, Карл Моор («Дон Карлос», «Розбійники» Фрідріха Шіллера);
- Уріель Акоста («Уріель Акоста» Карла Гуцкова).

Відіграв велику роль у становленні сценічної майстерності Федора Шаляпіна.